# Carl Faust
Pour les articles homonymes, voir Faust (homonymie).
Carl Faust, né à Hadamar (Francfort-sur-le-Main) le 10 septembre 1874 et mort à Blanes (La Selva), le 24 avril 1952, est un homme d’affaires et mécène scientifique allemand.
Etabli en Catalogne à partir de 1897, même si dès son plus jeune âge il montre de l’intérêt pour les sciences naturelles, ses parents jugent souhaitable de lui faire étudier le commerce, afin qu’il puisse bien gagner sa vie et pour leur permettre de s’occuper de ses autres frères. Il arrive à Barcelone, tout d’abord en tant que travailleur de l’entreprise Frères Körting, puis il se met à son compte. Cependant, lorsqu’il passe la cinquantaine, il décide de récupérer ses rêves de jeunesse et de se consacrer à la science, ce qu’il fait en investissant sa fortune dans la construction d’un jardin botanique qui devait également être un centre de recherche et de pédagogie pour les Européens du centre et du nord du continent, qui trouveraient à Blanes les conditions propices pour de nombreuses plantes de climats arides et tropicaux qui, dans leurs pays d’origine, ne pouvaient pousser qu’en serres.
Il nomme le jardin Marimurtra, en unissant en un seul mot une des plantes méditerranéennes caractéristiques qui pousse sur ces terrains, le myrte, et la Méditerranée, qui baigne les pieds du jardin. Un Patronat gère la Fondation Privée qui, dès sa mort, garantit la continuité de son projet altruiste.  

## Biographie

### Enfance et jeunesse
Carl Faust est né au sein d’une famille de la Bildungsbürgertum, terme définissant une nouvelle classe sociale qui apparut dans la nouvelle Allemagne, du fait du développement des grandes villes et d’un modèle libéral d’État. Il s’agissait d’une classe éduquée et aisée, sans origine nobiliaire, qui aspirait à avoir une incidence sur les affaires d’État à travers sa position, obtenue grâce à l’étude des sciences humaines, de la science ou de la littérature. Elle était associée à la construction d’infrastructures, l’expansion du commerce et l’industrialisation et la création des institutions d’État. C’est pour cela qu’il fut envoyé à la Bockenheimer Realschule, un lycée de formation professionnelle supérieure de bon niveau. Lorsqu’il termina l’étape secondaire, il y avait acquis de bonnes connaissances en sciences et en langues.  
L’école à peine finie, il obtient un contrat d’apprenti dans l’entreprise commerciale Besthorn de Francfort, où il reste jusqu’au moment où il est appelé pour accomplir son service militaire ; un service qu’il concilie avec un emploi à caractère administratif dans la distillerie de liqueurs et vinaigres de Friedrich Meckel dans la ville de Müllheim. Même si l’expérience militaire ne lui plait absolument pas, l’occupation dans la distillerie lui apporte une bonne expérience professionnelle et lui permet de vivre à l’extérieur de la caserne.  
Pendant l’été 1897, alors qu’il vient de finir un cours de formation à l’École d’Hommes d’Affaires de Francfort, une opportunité qu’il ne peut laisser échapper se présente à lui : un ami de son père, Herr Pütz, lui propose de faire partie d’une nouvelle délégation que l’entreprise Körting Gebrüder, de Hanovre, prévoit d’ouvrir à Barcelone. Et le jeune homme de vingt-trois ans bien élevé, raffiné et bien formé décide d’accepter l’offre. Le 11 octobre, il entreprend un voyage qui changera sa vie à jamais.

### Arrivée à Barcelone
Frères Körting est une entreprise spécialisée dans la vente de valves, tuyaux, robinets, appareils de mesure de fluides, et de systèmes primitifs de chauffage  et de ventilation qui lui attribuent une position avant-gardiste face à la technologie très changeante et innovante qui a surgi avec la seconde révolution industrielle. Faust n’a pas trop de difficultés à apprendre les routines de son nouvel emploi, et au bout de quelques années, il est nommé gérant responsable de la filiale espagnole de l’entreprise.
Il est séduit par son pays d’accueil, qu’il identifie à la terre des orangers en fleur de Wilhelm Meister, personnage principal d’une des œuvres fondamentales du romantisme allemand écrite par Goethe, qu’il admire. Il se fait des amis, prospére professionnellement et s’enracine de telle sorte qu’au fil des années, il reconnaît se sentir plus Catalan qu’Allemand. Il s’implique activement dans la vie sociale et culturelle de Barcelone, et devient le premier membre des différentes entités culturelles allemandes ayant leur siège dans la ville, puis il fait partie de la masse sociale de clubs et entités du pays, comme le Club Natation Barcelone (il en est l’un des premiers membres et fait partie du Conseil d’administration du Club pendant une brève période), le Centre Excursionniste de Catalogne, le FC Barcelone, l’Association de Musique de Chambre ou le Cercle Équestre. Dans tous ces secteurs, il fait la connaissance de personnages importants de la nombreuse colonie allemande en Catalogne, du monde du sport et de la culture. De là surgit un groupe d’amis avec lesquels il partage des soirées musicales et littéraires dans l’appartement qu’il loue dans la rue Salmerón à Barcelone, actuellement la rue Gran de Gràcia. Parmi ce cercle d’amis, on peut nommer le violoniste Màrius Mateo, le joueur de water-polo et avocat Ricardo Luján, le poète des Canaries Néstor Martín Fernández de la Torre ou le diplomate Rafael Maspons de Grassot.

### Faust et Kammann
Une série de désaccords avec la direction de Körting amène Faust à considérer la création de sa propre entreprise en 1908 ; c’est ainsi qu’il fait la connaissance de Wilhelm Karmann, un autre homme d’affaires allemand, un peu plus jeune que lui, qu’il a côtoyé à une certaine époque dans l’entreprise, et qui a lui-même envie de créer sa propre entreprise. Ils l'enregistrent ainsi tout d’abord à Düsseldorf (Allemagne), puis en Espagne. 
Tous deux misent sur le potentiel industriel de la Catalogne et ils décident de créer leur entreprise dans un domaine qu’ils connaissent bien : les pièces, les machines et les installations industrielles. Ils accordent de se partager la tâche. Ainsi, Faust se charge de l’administration alors que Kammann est responsable des voyages et d’être en contact avec les fournisseurs et les clients. L’idée initiale est qu’il s’agit d’une entreprise de vente de machines et d’accessoires pour l’industrie, tuyaux et pièces métalliques, mais très tôt, ils se rendent compte de l’éventail de possibilités d’affaires et ils élargirent l’offre en proposant des valves, robinets, chauffages, appareils d’élévation, chaudières à vapeur et pompes à eau, avec une particularité qui les rend absolument innovateurs à l’époque : ils offrent des instructions d’utilisation et de montage, en plus de recommandations de sécurité afin d’éviter des accidents.
Le rythme de croissance de l’entreprise est très bon jusqu’à ce qu’éclate la Première Guerre mondiale en 1914. Malgré le fait que la neutralité de l’Espagne favorise une dynamique productive marquée et une exportation constante de tout type de produits vers les pays en guerre, dans le cas de Faust et Kammann c'est un drame, puisque leur entreprise fonctionne à l’inverse, et le conflit paralyse les industries qui ne sont pas destinées exclusivement à du matériel de guerre. Ainsi donc, le stock de produits est très limité au cours des quatre années suivantes. De plus, les communications sont mal en point et la circulation de marchandises est très restreinte. De ce fait, les commandes n’arrivent pas à Barcelone, et l’entreprise se voit obligée de chercher de nouveaux fournisseurs et franchir un grand pas dans sa capacité économique et matérielle : c’est de cette façon qu’ils établissent les premiers contacts directs avec les États-Unis et qu’ils augmentent le capital social. Cette épreuve surmontée, l’entreprise entre à nouveau dans une période d’expansion qui rend possible l’ouverture de délégations à Valence, Séville, Madrid et Bilbao ; mais en même temps, des conflits appaissent entre les associés, et ils éclatent à partir de 1925 lorsque Faust explique à Kammann son désir de mettre en marche un projet qui lui tient à cœur depuis longtemps déjà : construire un jardin botanique sur la Costa Brava. Quelques années auparavant, il avait commencé à acheter des terrains, et il avait fait faire le plan d’une maison pour y vivre et à ce moment, définitivement, il a pris la décision de commencer, dès qu’il le peut, la configuration du jardin. Il demande donc à son associé de faire une évaluation économique de Faust et Kammann, et il lui demande s’il est prêt à continuer l’entreprise seul, ce qu’il accepte. Mais les choses ne seront pas aussi simples, et le désengagement définitif de Faust de l’entreprise ne fut une réalité qu’au début des années 1940.

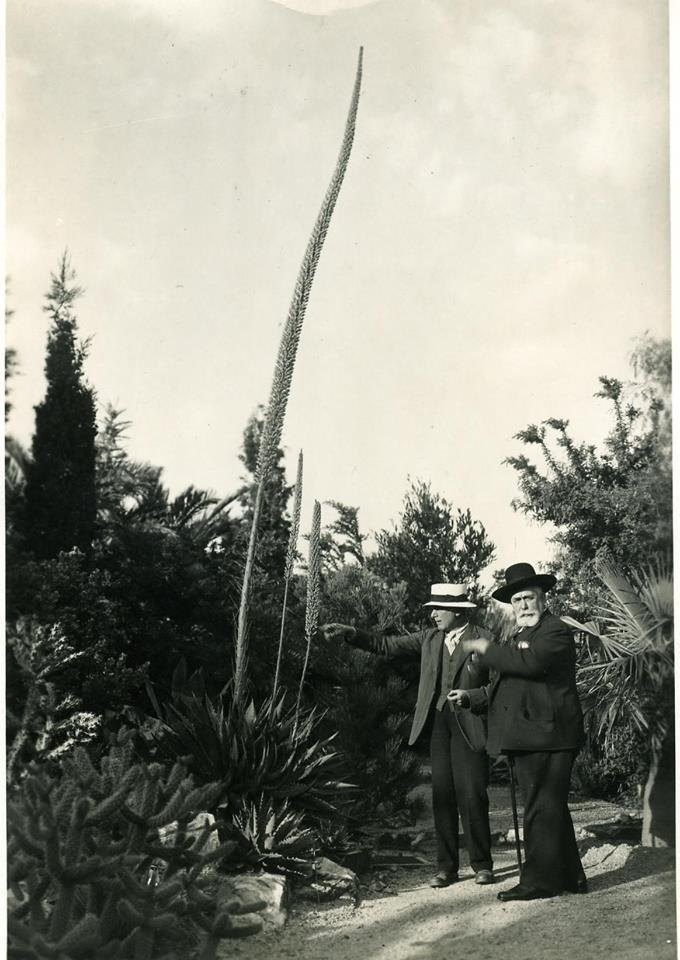
Carl Faust avec Dr Solé i Pla au jardin Marimurtra

### L’idée d’un jardin botanique
Quoi qu’il en soit, entre 1925 et 1927, Faust abandonne petit à petit ses principales obligations et il se met à travailler dans la configuration du jardin botanique. C’est pendant ses années d’excursionnisme, d’amitiés et de découverte du pays qu’il remarque le point initial de la Costa Brava, dans la petite ville marine de Blanes. Ainsi, en 1918, il a acquis des premiers terrains de garrigues qui, inclinés sur la mer et situés entre le couvent de Sant Francesc et la crique Sa Forcanera, ont attiré son attention.    
Il ne lésine ni sur les efforts ni sur l’argent pour voir son rêve se réaliser. En 1921, les travaux de construction de la maison et de la bibliothèque ont déjà commencé (une bibliothèque qu’il complètera avec des œuvres contemporaines et anciennes jusqu’à la fin de ses jours). Les plans des bâtiments sont réalisés par l’architecte Josep Goday (es), qui a également dessiné les grandes lignes du futur jardin, qui culmine avec l’édification d’un petit temple d’inspiration hellénique dans l’espace le plus escarpé, là où les falaises tombent à pic dans la mer ; un petit temple qui cependant ne fut pas totalement achevé avant 1940.
Le véritable changement se produit lors de l’arrivée, en janvier 1927, du Suisse Zenon Schreiber, un paysagiste et jardinier qui, avec quatre ou cinq hommes sous ses ordres, travaille les quatre années suivantes pour adapter tout l’espace : ils déplacent des tonnes de pierres depuis la carrière située à un extrême de la propriété - carrière qui sera transformée quelques années plus tard en étang, jusqu’à l’entrée du jardin, où ils construisent une rocaille ; ils assèchent également le terrain de façon à pouvoir y faire des plantations, mettent de grandes quantités d’engrais (qui arrivent à Blanes dans des wagons de train), et ils ouvrent et entretiennent les chemins. Une tâche réellement immense, qui permet au successeur de Schreiber, le paysagiste Allemand Wilhelm Narberhaus, également renommé, de planifier les zones et d’ordonner quoi planter à chaque endroit. Narberhaus donne de la cohérence et de la consistance au projet de jardin qui tenait tant à cœur à Faust. 

### L’évolution de Marimurtra
Même si Marimurtra est respecté pendant les années de la guerre civile (il est administré à cette époque par le gérant de Faust et Kammann Empresa Colectivizada et surveillé et entretenu par le maître-jardinier Miquel Aldrufeu, le constructeur Josep Burcet et le jardinier Suédois Erik Svensson), la possibilité que son jardin soit saisi ou sévèrement abîmé amène Faust à considérer l’idée de constituer une fondation à l’étranger qui veillerait sur lui. Ainsi, depuis Genève, il crée la Station internationale de biologie méditerranéenne, composée d’un Patronat avec une représentation de différentes sociétés botaniques et d’histoire naturelle européennes dont la mission principale est d’administrer et de gérer le jardin et ses biens, tout en évitant une éventuelle confiscation, puisqu’il s’agit d’une propriété internationale. Elle assure en même temps la continuité de son œuvre après son décès.   
À cette époque, Marimurtra a déjà les trois jardins caractéristiques qui le forment actuellement : le premier, qui abrite la flore des Canaries et des climats arides, avec une pergola qui apporte de l’ombre aux plantes qui en ont besoin ; le deuxième qui commence à voir pousser des fleurs tropicales et sous-tropicales ; le troisième qui est sur plan mais est encore éminemment vierge. 
Carl Faust ne cesse d’écrire à des amis, des connaissances et des personnalités politiques et scientifiques afin d’obtenir la légalisation de sa Fondation et par là même la préservation du jardin, en vain. Il fait tout cela tout en consacrant des efforts à aider des amis et de jeunes chercheurs à s’en sortir dans l’Espagne de l’après-guerre. Lui-même a certaines difficultés économiques qui l’obligent à ne compter que sur un travailleur permanent, Avelino Rabassa, qui fait son possible pour préserver le jardin.   

### Dernières années

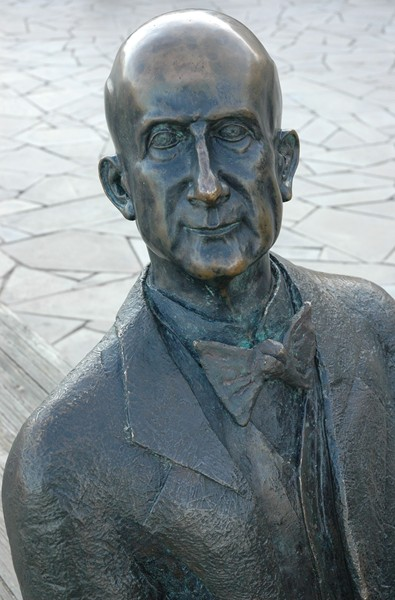

Faust s’installe définitivement à Marimurtra dès la fin de la Guerre Civile. Il voyage de moins en moins et ne se déplace qu'à Barcelone, se détachant progressivement du travail, des entités et des possessions qu’il y a. Il meurt en 1952, à 78 ans, après avoir beaucoup souffert les dernières années.

### Activité scientifique
À partir du moment où Faust prit la décision de créer le jardin botanique, il commença en parallèle un processus d’apprentissage scientifique, botanique et taxonomique à partir de la lecture de nombreuses œuvres et de la mise en place de contacts aussi bien nationaux qu’internationaux. Il commença ainsi une belle amitié et une collaboration avec Pius Font I Quer, pionnier dans l’étude systématique de la botanique en Catalogne, qui avait une volonté évidente de modernisation ; et, grâce à lui, il connut également d’autres spécialistes comme Josep Cuatrecasas, Miquel Aldrufeu ou Carlos Pau. 
Le premier conseiller du jardin fut l’Allemand Alwin Berger, qui s’était occupé de l’entretien des jardins de Sir Thomas Hanbury à La Mortola (Vintimille, Italie), pendant dix-sept ans,  et à cette époque il était responsable de botanique au Musée d’Histoire naturelle de Stuttgart; mais des relations épistolaires ou personnelles se succédèrent également avec des experts reconnus au niveau européen : Walter Kupper, Erich Wedermann, Gustav Senn, Oscar Burchard, Robertson Prowschosky, Friedrich Wettstein et Josias Braun-Blanquet, un Suisse établi à Montpellier qui lui ouvrit un large éventail de possibilités avec le modèle que représentait sa Station Internationale de Géobotanique de la Flore Méditerranée (SIGMA). La SIGMA fonctionnait comme un centre de recherche scientifique, particulièrement important dans  le domaine de la phytosociologie, avec la promotion d’études multidisciplinaires, de publications et de relations internationales. De fait, Faust, Faust organisa une des expéditions de la SIGMA en Catalogne, en 1934, qui regroupa dans le pays un nombre considérable de spécialistes de tout le continent.

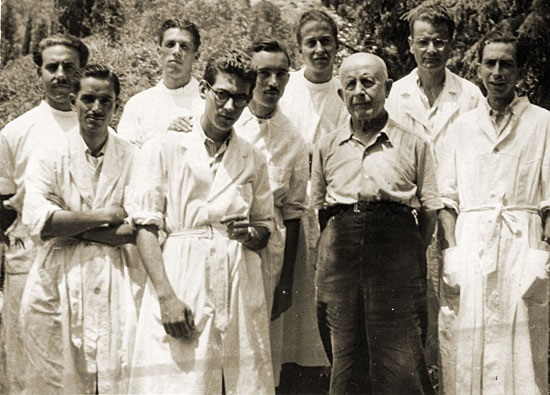
Carl Faust avec les jeunes scientifiques du stage d'été de 1949. De gauche à droite: Pere Arté, Bonaventure Andreu, Ramon Margalef, Miquel Duran, Manel Gómez Larrañeta, Miquel Massutí, Carl Faust, Julio Rodríguez Roda et Josep Maria Camps. Carles Bas manque, peut-être qu'il ferait la photographie